# Зеегоф (Берн)
Зеегоф (нім. Seehof BE) — громада  в Швейцарії в кантоні Берн, адміністративний округ Бернська Юра.

## Географія
Громада розташована на відстані близько 45 км на північ від Берна.
Зеегоф має площу 8,4 км², з яких на 2,3% дозволяється будівництво (житлове та будівництво доріг), 33,3% використовуються в сільськогосподарських цілях, 63,9% зайнято лісами, 0,6% не є продуктивними (річки, льодовики або гори).

## Демографія
2019 року в громаді мешкало 60 осіб (-13% порівняно з 2010 роком), іноземців було 11,7%. Густота населення становила 7 осіб/км².
За віковим діапазоном населення розподілялося таким чином: 18,3% — особи молодші 20 років, 61,7% — особи у віці 20—64 років, 20% — особи у віці 65 років та старші. Було 23 помешкань (у середньому 2,6 особи в помешканні).
Із загальної кількості 39 працюючих 28 було зайнятих в первинному секторі, 4 — в обробній промисловості, 7 — в галузі послуг.